# Cecilia Gasdia
Cecilia Gasdia (Verona, 14 de agosto de 1960), é uma cantora soprano italiana.
Cecilia iniciou a sua carreira de destaque, ao vencer o concurso Maria Callas na televisão em 1980.
Em 1985 cantou o Stabat Mater de Rossini, na cidade de Lisboa.